# Стрімкач
Стрімкач  — ландшафтний заказник місцевого значення. Розташований у селі Кричанівка Могилів-Подільського району Вінницької області.
Ділянка мальовничого ландшафту на березі р. Немія із виходами осадових порід.
Площа — 10 га. Утворений у 2010 р. (Рішення 34 Вінницької обласної ради 5 скликання від 25.10.2010 р. №1138). Перебуває у віданні Кричанівської сільської ради.